# Distrito de Santa Rita de Siguas

Mapa de la provincia de Arequipa en el Departamento de Arequipa, Perú.

El distrito de Santa Rita de Siguas es uno de los 29 que conforman la provincia de Arequipa del departamento de Arequipa en el Sur del Perú. Limita por el Norte con la provincia de Camaná; por el Noreste con el distrito de San Juan de Siguas; y por el Este con el Distrito de Quilca, Sur y Sureste con el distrito de Vítor.
Desde el punto de vista jerárquico de la Iglesia católica forma parte de la Arquidiócesis de Arequipa.

## Historia
En 1928, Víctor Aníbal Perochena Belaúnde y Luis Emilio Olazábal deciden irrigar por gestión privada las pampas de la margen izquierda del río Siguas con las aguas derivadas de éste. Tras prolongadas gestiones del Diputado por Arequipa Víctor Aníbal Perochena Belaunde y la autorización del único sigueño Víctor Santiago Raa Torres, las aguas llegan a las pampas de Siguas el 22 de mayo de 1934, festividad de Santa Rita de Casia.
El 30 de diciembre de 1944 se crea el Distrito Santa Rita de Siguas con el primigenio núcleo urbano como capital.

## Geografía
Ubicado al noroeste de la provincia al sur del kilómetro 940 de la carretera panamericana, aparece enclavado sobre las pampas del desierto costero local cuyo territorio es abruptamente cortado por los ríos Siguas y Vítor los que forman profundos valles transversales y delimitan las pampas de Siguas, formando la convergencia de los ríos Vitor y Siguas, a partir de ahí se forma el río Quilca, el mismo que llega al mar.

## División administrativa
El Sector Urbano cuenta con 7 centros poblados o AAHH, mientras que al Sector Rural corresponden 165 Unidades Agropecuarias.

## Autoridades

### Municipales
- 2015-2018
  - Alcalde: Luis Zela Zela (2019-2022)
  - Regidores:

### Religiosas
- Administrador parroquial
  - Parroquia "Santa Isabel": Pbro. Florentino Gómez Flores.[4]

## Deportes
El alejado Distrito, es uno de los 29 Distritos de la Provincia de Arequipa, tiene como escenario de fútbol principal al Estadio Municipal de Santa Rita De Siguas, con capacidad para 5200 personas, donde se juega la Liga Distrital de Fútbol de Santa Rita De Siguas, 1.as y 2.as. Actualmente, juegan la liga de 1.as el Club Santo Domingo FBC, Juventud Unida, Club Santa Rita, Nueva Generación, Agropecuaria, Agroloza, Sport Tambillo, Atlético Rico Pollo.

## Festividades
- Santa Rita de Casia.
- Virgen del Carmen.